# Ankylopteryx basalis
Ankylopteryx basalis är en insektsart som beskrevs av Douglas E. Kimmins 1952. Ankylopteryx basalis ingår i släktet Ankylopteryx och familjen guldögonsländor. Inga underarter finns listade i Catalogue of Life.